# Tom Hanks
Thomas Jeffrey Hanks (sinh ngày 9 tháng 7 năm 1956) là diễn viên, đạo diễn, nhà sản xuất phim người Mỹ nổi tiếng. Ông đã đoạt 2 giải Oscar cho các vai diễn trong phim Philadelphia và Forrest Gump. Hanks là một trong ba diễn viên duy nhất từng đóng 7 phim bom tấn liên tiếp có doanh thu trên 100 triệu đô la Mỹ, ông cũng là ngôi sao mang lại doanh thu cao thứ hai trong lịch sử điện ảnh.

## Tiểu sử
Hanks sinh ở thành phố Concord, California, Hoa Kỳ. Bố của ông, ông Amos Mefford Hanks là một đầu bếp, còn mẹ là Janet Marylyn Frager làm việc trong bệnh viện, hai người li dị nhau khi Hanks mới được 4 tuổi. Tom Hanks có một người chị, Sandra Hanks (hiện là một nhà văn), một người anh Lawrence M. Hanks (nhà côn trùng học) và một người em trai Jim Hanks (cũng là diễn viên và nhà sản xuất phim).
Ở trường học, Hanks ít được giáo viên và bạn bè chú ý và quý mến, ông đã kể với tạp chí Rolling Stone: "Khi còn là học sinh tôi rất lập dị và nhút nhát. Tuy vậy tôi lại là người có thể hét to những đoạn hội thoại buồn cười trong các bộ phim. Tôi chưa bao giờ gây ra rắc rối và luôn là một đứa trẻ ngoan, có trách nhiệm". Khi học cấp III ở trường Skyline, thành phố Oakland, California, Tom đã tham gia đóng những vở kịch của trường, trong đó có vở nhạc kịch South Pacific. Sau đó Hanks học về diễn xuất trong 2 năm ở trường cao đẳng Chabot trước khi chuyển đến Đại học của tiểu bang California tại Sacramento (California State University, Sacramento). Hanks đã trả lời phỏng vấn báo New York Times: "Các lớp học diễn xuất có lẽ là nơi tốt nhất cho những gã thích gây ồn ào và ưa khoa trương. Tôi đã dành rất nhiều thời gian để xem kịch. Tôi không bao giờ đi cùng ai mà cứ lái xe đến rạp, tự mua vé, ngồi vào ghế, đọc tờ chương trình và sau đó hoàn toàn nhập tâm vào vở kịch. Tôi xem rất nhiều, từ Bertolt Brecht, Tennessee Williams đến Henrik Ibsen và những người khác nữa."
Trong thời gian học đại học, Hanks gặp Vincent Dowling, người phụ trách của liên hoan kịch Great Lakes Theater Festival ở Cleveland. Đồng ý với đề nghị của Dowling, Hanks trở thành người thực tập ở đây, trong 3 năm ông đã làm tất cả mọi việc từ phụ trách ánh sáng, dàn dựng đến quản lý sân khấu. Hợp đồng này buộc Hanks phải bỏ học nhưng nó lại mở ra tương lai diễn xuất cho ông. Hanks đã giành giải Nam diễn viên xuất sắc nhất của Hiệp hội phê bình Cleveland cho vai Proteus trong vở kịch của Shakespeare Hai quý ông thành Verona, đây cũng là một trong số ít lần Hanks vào vai phản diện.

## Sự nghiệp

### 1979 - 1991
Năm 1979, Hanks chuyển tới New York, nơi ông tham gia bộ phim đầu tay, một tác phẩm kinh dị kinh phí thấp có tên He Knows You're Alone. Ông tiếp tục tham gia thử vai cho các bộ phim và cuối cùng đã được nhận vai nam chính cho bộ phim truyền hình Bosom Buddies của hãng ABC. Bosom Buddies kéo dài được hai năm, tuy chưa bao giờ thu hút được nhiều khán giả nhưng các nhà phê bình phim truyền hình vẫn đánh giá cao bộ phim này. Cũng chính nhờ bộ phim này và một vai nhỏ trong tập phim "A Case of Revenge" của phim truyền hình Happy Days, Hanks đã được đạo diễn Ron Howard mời tham gia bộ phim Splash (Người cá) thực hiện năm 1984, một tác phẩm hài lãng mạn về tình yêu của một người cá và một chàng thanh niên. Đầu tiên đạo diễn Howard nhắm Hanks cho vai người anh của nhân vật chính, nhưng cuối cùng Hanks được giao vai chàng thanh niên nhân vật chính và vai diễn này đã giúp Hanks nổi tiếng khi Splash trở thành một bộ phim ăn khách, thu về hơn 69 triệu USD.
Sau Splash, Hanks tham gia vài bộ phim hài khác nhưng đều ít được công chúng chú ý. Phải chờ đến bộ phim giả tưởng Big sản xuất năm 1988, Hanks mới được công nhận là một tài năng lớn của Hollywood khi bộ phim rất ăn khách và được giới điện ảnh khen ngợi. Thành công lại đến với Hanks khi bộ phim tiếp theo của ông Turner and Hooch (1989) cũng trở thành một tác phẩm ăn khách. Tuy nhiên các bộ phim tiếp theo như The 'Burbs (1989) hay Joe Versus the Volcano có anh tham gia đều thất bại về mặt doanh thu.

### 1992 - 1996 (giai đoạn hoàng kim)

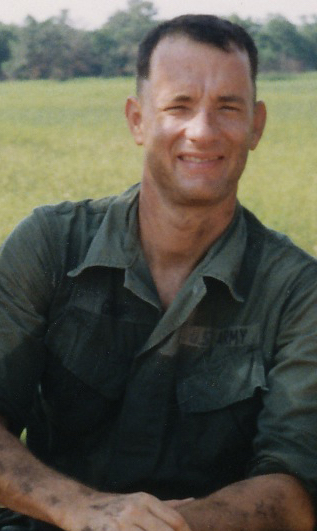
Hanks tại hậu trường quay Forrest Gump (1994). Vai diễn trong bộ phim này đã mang về cho Hanks giải Oscar thứ hai.

Hanks trở lại hàng ngũ ngôi sao hàng đầu với vai diễn một người quản lý bóng chày thất bại trong bộ phim A League of Their Own (1992). Ông thừa nhận rằng những vai diễn trước đó của ông không được xuất sắc và ông đã cố gắng cải thiện.
Giai đoạn "hoàng kim" trong sự nghiệp của Tom Hanks thực sự bắt đầu từ năm 1993 với hai bộ phim Không ngủ ở Seattle (Sleepless in Seattle) và Philadelphia. Bộ phim đầu tiên là một tác phẩm bom tấn rất ăn khách trong đó Hanks đóng vai một người đàn ông góa vợ cuối cùng đã tìm được tình yêu đích thực với nhân vật do nữ diễn viên Meg Ryan thủ vai. Còn bộ phim Philadelphia đã đem lại cho Hanks giải Oscar Diễn viên nam chính xuất sắc nhất với vai một luật sư đồng tính bị AIDS kiện công ty luật của mình vì đã phân biệt đối xử (Hanks đã phải giảm gần 15 kg và gần như cạo trọc đầu để thể hiện vai diễn của mình).
Tiếp theo Philadelphia, Hanks lại đóng vai chính trong một bộ phim ăn khách khác, Forrest Gump (1994), trong phim nhân vật do Hanks thủ vai đã tham gia vào rất nhiều sự kiện quan trọng trong lịch sử Hoa Kỳ từ thập niên 1960 đến thập niên 1990. Hanks đoạt giải Oscar Diễn viên nam chính xuất sắc nhất thứ hai cho vai diễn Forrest Gump và trở thành diễn viên thứ hai trong lịch sử điện ảnh Mỹ giành 2 giải Oscar Diễn viên nam chính xuất sắc nhất (Spencer Tracy chiến thắng ở giải này vào các năm 1937 và 1938).
Trong bộ phim tiếp theo Apollo 13, Hanks gặp lại đạo diễn Ron Howard, trong phim ông thủ vai nhà du hành vũ trụ James Lovell. Bộ phim này sau đó được đề cử 9 giải Oscar (trong đó có đề cử thứ 3 liên tiếp cho Tom Hanks).

### 1996 đến nay

Tom Hanks vào vai đại úy John H. Miller trong phim Giải cứu binh nhì Ryan, trên tay ông đang cầm súng tiểu liên M1A1 Thompson.

Năm 1998, Tom Hanks hợp tác lần đầu tiên với đạo diễn nổi tiếng Steven Spielberg trong bộ phim Giải cứu binh nhì Ryan, đây là bộ phim về chiến dịch đổ bộ xuống Normandy của quân Đồng Minh. Bộ phim được cả công chúng, giới phê bình và ngành công nghiệp điện ảnh đánh giá cao, nó được coi là một trong những bộ phim chiến tranh xuất sắc nhất và đem lại cho đạo diễn Spielberg giải Oscar Đạo diễn xuất sắc nhất thứ 2 cũng như thêm một đề cử cho Tom Hanks. Cuối năm 1998, Hanks tái ngộ với bạn diễn ăn ý Meg Ryan trong bộ phim hài lãng mạn You've Got Mail.
Năm 1999, Hanks đóng vai chính trong bộ phim The Green Mile, chuyển thể từ tác phẩm của nhà văn Stephen King. Một năm sau đó, ông giành được một giải Quả cầu vàng và một đề cử giải Oscar cho vai diễn trong phim Cast Away của đạo diễn Robert Zemeckis. Năm 2001, Hanks tham gia đạo diễn và sản xuất loạt phim truyền hình được yêu thích Band of Brothers trên kênh HBO.
Năm 2002, Tom Hanks tham gia liền hai bộ phim ăn khách là Con đường diệt vong (Road to Perdition) và Hãy bắt tôi nếu có thể (Catch Me if You Can). Cũng năm này, ông và vợ (Rita Wilson) đã sản xuất bộ phim hài rất ăn khách My Big Fat Greek Wedding. Vào ngày 12 tháng 6 năm 2002, Hanks trở thành người trẻ nhất trong lịch sử được nhận giải thưởng Cống hiến trọn đời của Viện phim Hoa Kỳ (American Film Institute).
Hanks nghỉ đóng phim cho đến năm 2004 khi ông xuất hiện trong 3 bộ phim The Ladykillers, The Terminal (thêm một bộ phim của Spielberg) và The Polar Express. Tháng 8 năm 2005 anh được bầu làm Phó chủ tịch của Viện hàn lâm khoa học và nghệ thuật điện ảnh Hoa Kỳ (Academy of Motion Picture Arts and Sciences).
Năm 2006, Hanks vào vai Robert Langdon trong bộ phim gây nhiều tranh cãi Mật mã Da Vinci (The Da Vinci Code) dựa theo tiểu thuyết rất ăn khách cùng tên của Dan Brown. Bộ phim phát hành ngày 19 tháng 5 năm 2006 và thu về tổng cộng hơn 750 triệu USD.

## Đời tư
Hanks kết hôn với nữ diễn viên người Mỹ Samantha Lewes (Susan Jane Dillingham) từ năm 1978 đến năm 1987. Họ có hai người con là Colin Hanks (cũng là diễn viên) và Elizabeth Ann. Năm 1988, Hanks kết hôn với nữ diễn viên Rita Wilson. Cả hai lần đầu tiên gặp trong chương trình truyền hình của Hanks Bosom Buddies sau đó mối tình lãng mạn của họ phát triển khi làm việc trong phim Volunteers. Họ có hai con trai: Chester, còn gọi là "Chet" (người đóng 1 vai nhỏ là cậu sinh viên trong phim Indiana Jones and the Kingdom of the Crystal Skull), và Truman. Vào tháng 1 năm 2011, Chet học năm thứ 2 tại Đại học Northwestern, đã nhận được sự chú ý của phương tiện truyền thông cho phát hành đĩa đơn nhạc rap của anh, "White and Purple" (Northwestern thu âm lại).
Hanks là người cải theo đạo Chính thống giáo Hy Lạp. Về quan điểm tôn giáo của mình, Hanks đã nói: "Tôi phải nói rằng khi tôi đi nhà thờ - và tôi cũng có đến nhà thờ - Tôi suy nghĩ về sự huyền diệu, và về các lý do 'tại sao?' chẳng hạn như 'Tại sao người ta lại là như vậy' và 'Tại sao những điều xấu xảy ra với những người tốt, còn những điều tốt đẹp lại xảy ra cho những người xấu'... Tôi nghĩ rằng những bí ẩn như thế, gần như là lý thuyết thống nhất toàn nhân loại."
Ngày 12 tháng 3 năm 2020, ông trở thành nhân vật nổi tiếng đầu tiên của Hollywood dương tính với COVID-19.

## Danh sách phim
| Tựa đề                                              | Năm  | Credited as | Credited as  | Credited as               | Credited as                                                                                  | Chú thích                                   | Tham khảo     |
| Tựa đề                                              | Năm  | Diễn viên   | Nhà sản xuất | Khác                      | Vai diễn                                                                                     | Chú thích                                   | Tham khảo     |
| --------------------------------------------------- | ---- | ----------- | ------------ | ------------------------- | -------------------------------------------------------------------------------------------- | ------------------------------------------- | ------------- |
| He Knows You're Alone                               | 1980 | Có          | Không        | Không                     | Elliot                                                                                       |                                             | [ 12 ]        |
| Splash                                              | 1984 | Có          | Không        | Không                     | Allen Bauer                                                                                  |                                             | [ 13 ]        |
| Bachelor Party                                      | 1984 | Có          | Không        | Không                     | Richard Gassko                                                                               |                                             | [ 14 ]        |
| The Man with One Red Shoe                           | 1985 | Có          | Không        | Không                     | Richard Harlan Drew                                                                          |                                             | [ 15 ]        |
| Volunteers                                          | 1985 | Có          | Không        | Không                     | Lawrence Whatley Bourne III                                                                  |                                             | [ 16 ]        |
| The Money Pit                                       | 1986 | Có          | Không        | Không                     | Walter Fielding, Jr.                                                                         |                                             | [ 17 ]        |
| Nothing in Common                                   | 1986 | Có          | Không        | Không                     | David Basner                                                                                 |                                             | [ 18 ]        |
| Every Time We Say Goodbye                           | 1986 | Có          | Không        | Không                     | David Bradley                                                                                |                                             | [ 19 ]        |
| Dragnet                                             | 1987 | Có          | Không        | Không                     | Det. Pep Streebek                                                                            |                                             | [ 20 ]        |
| Big                                                 | 1988 | Có          | Không        | Không                     | Josh Baskin                                                                                  |                                             | [ 21 ]        |
| Punchline                                           | 1988 | Có          | Không        | Không                     | Steven Gold                                                                                  |                                             | [ 22 ]        |
| The Burbs                                           | 1989 | Có          | Không        | Không                     | Ray Peterson                                                                                 |                                             | [ 23 ]        |
| Turner & Hooch                                      | 1989 | Có          | Không        | Không                     | Detective Scott Turner                                                                       |                                             | [ 24 ]        |
| Joe Versus the Volcano                              | 1990 | Có          | Không        | Không                     | Joe Banks                                                                                    |                                             | [ 25 ]        |
| The Bonfire of the Vanities                         | 1990 | Có          | Không        | Không                     | Sherman McCoy                                                                                |                                             | [ 26 ]        |
| Radio Flyer                                         | 1992 | Có          | Không        | Không                     | Older Mike/Narrator                                                                          | Vai diễn khách mời                          | [ 27 ]        |
| A League of Their Own                               | 1992 | Có          | Không        | Không                     | Jimmy Dugan                                                                                  |                                             | [ 28 ]        |
| Sleepless in Seattle                                | 1993 | Có          | Không        | Không                     | Sam Baldwin                                                                                  |                                             | [ 29 ]        |
| Philadelphia                                        | 1993 | Có          | Không        | Không                     | Andrew Beckett                                                                               |                                             | [ 30 ]        |
| Forrest Gump                                        | 1994 | Có          | Không        | Không                     | Forrest Gump                                                                                 |                                             | [ 31 ]        |
| Apollo 13                                           | 1995 | Có          | Không        | Không                     | Jim Lovell                                                                                   |                                             | [ 32 ]        |
| Câu chuyện đồ chơi                                  | 1995 | Có          | Không        | Không                     | Sheriff Woody                                                                                | Voice role                                  | [ 33 ]        |
| That Thing You Do!                                  | 1996 | Có          | Không        | Director and screenwriter | Mr. White                                                                                    |                                             | [ 34 ]        |
| Giải cứu binh nhì Ryan                              | 1998 | Có          | Không        | Không                     | Đại úy John H. Miller                                                                        |                                             | [ 35 ]        |
| You've Got Mail                                     | 1998 | Có          | Không        | Không                     | Joe Fox                                                                                      |                                             | [ 36 ]        |
| Câu chuyện đồ chơi 2                                | 1999 | Có          | Không        | Không                     | Sheriff Woody                                                                                | Voice role                                  | [ 37 ]        |
| The Green Mile                                      | 1999 | Có          | Không        | Không                     | Paul Edgecomb                                                                                |                                             | [ 38 ]        |
| Cast Away                                           | 2000 | Có          | Có           | Không                     | Chuck Noland                                                                                 |                                             | [ 39 ]        |
| My Big Fat Greek Wedding                            | 2002 | Không       | Có           | Không                     | None                                                                                         |                                             | [ 40 ]        |
| Road to Perdition                                   | 2002 | Có          | Không        | Không                     | Michael Sullivan, Sr.                                                                        |                                             | [ 41 ]        |
| Catch Me If You Can                                 | 2002 | Có          | Không        | Không                     | Đặc vụ FBI Carl Hanratty                                                                     |                                             | [ 42 ]        |
| The Ladykillers                                     | 2004 | Có          | Không        | Không                     | Professor G.H. Dorr                                                                          |                                             | [ 43 ]        |
| Connie and Carla                                    | 2004 | Không       | Có           | Không                     | None                                                                                         |                                             | [ 44 ]        |
| The Terminal                                        | 2004 | Có          | Không        | Không                     | Viktor Navorski                                                                              |                                             | [ 45 ]        |
| Elvis Has Left the Building                         | 2004 | Có          | Không        | Không                     | Mailbox Elvis                                                                                | Cameo                                       | [ 46 ] [ 47 ] |
| The Polar Express                                   | 2004 | Có          | Có           | Không                     | The Conductor/Hero Boy/Father/Scrooge/Santa Claus/Hobo                                       | Voice and motion capture Executive producer | [ 48 ]        |
| Magnificent Desolation: Walking on the Moon 3D      | 2005 | Không       | Có           | Screenwriter and narrator | None                                                                                         | IMAX only                                   | [ 49 ]        |
| Mật mã Da Vinci                                     | 2006 | Có          | Không        | Không                     | Professor Robert Langdon                                                                     |                                             | [ 50 ]        |
| Vương quốc xe hơi                                   | 2006 | Có          | Không        | Không                     | Woody Car                                                                                    | Cameo Voice role                            | [ 51 ]        |
| The Ant Bully                                       | 2006 | Không       | Có           | Không                     | None                                                                                         |                                             | [ 52 ]        |
| Starter for 10                                      | 2006 | Không       | Có           | Không                     | None                                                                                         |                                             | [ 53 ]        |
| Evan Almighty                                       | 2007 | Không       | Có           | Không                     | None                                                                                         | Executive producer                          | [ 54 ]        |
| Charlie Wilson's War                                | 2007 | Có          | Có           | Không                     | Charlie Wilson                                                                               |                                             | [ 55 ]        |
| The Simpsons Movie                                  | 2007 | Có          | Không        | Không                     | Himself                                                                                      | Cameo Voice role                            | [ 56 ]        |
| Mamma Mia!                                          | 2008 | Không       | Có           | Không                     | None                                                                                         | Executive producer                          | [ 57 ]        |
| City of Ember                                       | 2008 | Không       | Có           | Không                     | None                                                                                         |                                             | [ 58 ]        |
| The Great Buck Howard                               | 2008 | Có          | Có           | Không                     | Mr. Gable Cameo                                                                              | Cameo in a limited release                  | [ 59 ]        |
| My Life in Ruins                                    | 2009 | Không       | Có           | Không                     | None                                                                                         | Nhà điều hành sản xuất                      | [ 60 ]        |
| Angels & Demons                                     | 2009 | Có          | Không        | Không                     | Professor Robert Langdon                                                                     |                                             | [ 61 ]        |
| Where the Wild Things Are                           | 2009 | Không       | Có           | Không                     | None                                                                                         |                                             | [ 62 ]        |
| Beyond All Boundaries                               | 2009 | Không       | Có           | Narrator                  | None                                                                                         | Short film Executive producer               | [ 63 ]        |
| Toy Story 3                                         | 2010 | Có          | Không        | Không                     | Sheriff Woody                                                                                | Voice role                                  | [ 64 ]        |
| Hawaiian Vacation                                   | 2011 | Có          | Không        | Không                     | Sheriff Woody                                                                                | Short film Voice role                       | [ 65 ]        |
| Larry Crowne                                        | 2011 | Có          | Có           | Director and screenwriter | Larry Crowne                                                                                 |                                             | [ 66 ]        |
| Small Fry                                           | 2011 | Có          | Không        | Không                     | Sheriff Woody                                                                                | Short film Voice role                       | [ 67 ]        |
| Extremely Loud & Incredibly Close                   | 2011 | Có          | Không        | Không                     | Thomas Schell Jr.                                                                            |                                             | [ 68 ]        |
| Cloud Atlas                                         | 2012 | Có          | Không        | Không                     | Dr. Henry Goose/Hotel Manager/Isaac Sachs/ Dermot Hoggins/Cavendish Look-A-Like Actor/Zachry |                                             | [ 69 ]        |
| Partysaurus Rex                                     | 2012 | Có          | Không        | Không                     | Sheriff Woody                                                                                | Short film Voice role                       | [ 70 ]        |
| Parkland                                            | 2013 | Không       | Có           | Không                     | None                                                                                         |                                             | [ 71 ]        |
| Captain Phillips                                    | 2013 | Có          | Không        | Không                     | Captain Richard Phillips                                                                     |                                             | [ 72 ]        |
| Saving Mr. Banks                                    | 2013 | Có          | Không        | Không                     | Walt Disney                                                                                  |                                             | [ 73 ]        |
| Người đàm phán                                      | 2015 | Có          | Không        | Không                     | James B. Donovan                                                                             |                                             | [ 74 ]        |
| Ithaca                                              | 2015 | Có          | Có           | Không                     | Mr. Macauley                                                                                 | Cameo and Executive producer                | [ 75 ] [ 76 ] |
| My Big Fat Greek Wedding 2                          | 2016 | Không       | Có           | Không                     | None                                                                                         |                                             | [ 77 ]        |
| A Hologram for the King                             | 2016 | Có          | Có           | Không                     | Alan Clay                                                                                    |                                             | [ 78 ]        |
| Sully                                               | 2016 | Có          | Có           | Không                     | Chesley "Sully" Sullenberger                                                                 |                                             | [ 79 ]        |
| Inferno                                             | 2016 | Có          | Không        | Không                     | Professor Robert Langdon                                                                     |                                             | [ 80 ]        |
| The Circle                                          | 2017 | Có          | Có           | Không                     | Eamon Bailey                                                                                 |                                             | [ 81 ] [ 82 ] |
| Mark Felt: The Man Who Brought Down the White House | 2017 | Không       | Có           | Không                     | None                                                                                         |                                             | [ 83 ]        |
| The Post                                            | 2017 | Có          | Không        | Không                     | Ben Bradlee                                                                                  |                                             | [ 84 ]        |
| Mamma Mia! Here We Go Again                         | 2018 | Không       | Có           | Không                     | None                                                                                         | Nhà điều hành sản xuất                      |               |
| Toy Story 4                                         | 2019 | Có          | Không        | Không                     | Sheriff Woody                                                                                | In production Voice role                    | [ 85 ]        |
| A Beautiful Day in the Neighborhood                 | 2019 | Có          | Không        | Không                     | Fred Rogers                                                                                  | Phần hậu kỳ                                 | [ 86 ]        |
| Greyhound                                           | 2020 | Có          | Có           | Screenwriter              | Ernest Krause                                                                                | Phần hậu kỳ                                 | [ 87 ]        |
| BIOS                                                | 2020 | Có          | Không        | Không                     | Finch                                                                                        | Phần hậu kỳ                                 | [ 88 ]        |

| Films that have not yet been released | Biểu thị những bộ phim chưa được phát hành |

## Các phim ăn khách
Hanks đã thủ vai chính cho 17 bộ phim có doanh thu trên 100 triệu USD :
| Năm  | Phim                                         | Doanh thu         |
| ---- | -------------------------------------------- | ----------------- |
| 1988 | Big                                          | 151 triệu USD     |
| 1992 | A League of Their Own                        | 132 triệu USD     |
| 1993 | Không ngủ ở Seattle (Sleepless in Seattle)   | 228 triệu USD     |
| 1993 | Philadelphia                                 | 207 triệu USD     |
| 1994 | Forrest Gump                                 | 677 triệu USD     |
| 1995 | Apollo 13                                    | 355 triệu USD     |
| 1995 | Câu chuyện đồ chơi (Toy Story) (lồng tiếng)  | 362 triệu USD     |
| 1998 | Giải cứu binh nhì Ryan                       | Gần 482 triệu USD |
| 1998 | You've Got Mail                              | 251 triệu USD     |
| 1999 | Toy Story 2 (lồng tiếng)                     | 485 triệu USD     |
| 1999 | The Green Mile                               | 287 triệu USD     |
| 2000 | Cast Away                                    | 430 triệu USD     |
| 2002 | Con đường diệt vong (Road to Perdition)      | 181 triệu USD     |
| 2002 | Hãy bắt tôi nếu có thể (Catch Me if You Can) | 351 triệu USD     |
| 2004 | The Terminal                                 | 219 triệu USD     |
| 2004 | The Polar Express (lồng tiếng)               | 298 triệu USD     |
| 2006 | The Da Vinci Code                            | 756 triệu USD     |
| 2009 | Thiên thần và ác quỷ                         | Gần 486 triệu USD |
| 2010 | Toy Story 3 (lồng tiếng)                     | 1,063 tỷ USD      |

## Giải thưởng
- Tom Hanks từng nhận được 5 đề cử Giải Oscar cho nam diễn viên chính xuất sắc nhất và thắng 2 lần qua các năm 1994,  1995 qua 2 bộ phim Philadelphia (phim), Forrest Gump. Mới đây, ông còn được một đề cử Giải Oscar cho nam diễn viên phụ xuất sắc nhất trong lễ trao Giải Oscar lần thứ 92.
- Ngày 12 tháng 6 năm 2002: Tom Hanks trở thành người trẻ nhất trong lịch sử được nhận giải thưởng Cống hiến trọn đời của Viện phim Mỹ
- Ngày 2 tháng 11 năm 2016: Tom Hanks nhận được Huân chương Tự do Tổng thống do Tổng thống Hoa Kỳ Barack Obama trao tặng.